# Уэбб, Юмеки
Юмеки Уэбб (англ. Umeki Webb; род. 26 июня 1975 года в Далласе, Техас, США) — американская профессиональная баскетболистка, выступала в женской национальной баскетбольной ассоциации. Она была выбрана на драфте ВНБА 1997 года в третьем раунде под общим двадцать четвёртым номером командой «Финикс Меркури». Играла в амплуа атакующего защитника и лёгкого форварда.

## Ранние годы
Юмеки Уэбб родилась 26 июня 1975 года в городе Даллас (штат Техас), училась же она там же в средней школе имени Джастина Форда Кимбалла, в которой выступала за местную баскетбольную команду.